# Sébastien Pourcel
Pour les articles homonymes, voir Pourcel.
Sébastien Pourcel, né le 11 février 1985 à Martigues, est un pilote de motocross français. Il est le frère ainé de Christophe Pourcel, champion du monde de motocross MX2 en 2006.
Sébastien est également le patron de sa propre structure Pro Factory MX KTM

## Palmarès
- Plusieurs titres de champion de France dont les derniers, champion de France Elite MX1 et des internationaux de France 2014
- Vainqueur à Namur le 5 août 2007 lors du Grand Prix de Belgique de motocross MX1
- Vainqueur sur le Circuit du Puy de Poursay à Saint-Jean-d'Angély le 15 juin 2008 lors du Grand Prix de France de motocross MX1